# Elisabeth Siegel
Elisabeth Siegel (Kassel, 7 febbraio 1901 – Osnabrück, 9 marzo 2002) è stata una pedagogista tedesca, specializzata nella pedagogia sociale..
È considerata una delle pioniere dell'istruzione superiore femminile in Germania. A causa del suo rifiuto del nazionalsocialismo, nel 1933 perse il lavoro a causa della legge per il ripristino del servizio civile professionale. Dopo la fine della Seconda guerra mondiale, il Ministero dell'Istruzione e degli Affari Culturali della Bassa Sassonia la convocò ad Hannover per ricostruire la formazione nelle professioni dell'educazione sociale. Insegnò pedagogia e pedagogia sociale a Osnabrück. Il Gruppo di lavoro delle donne socialdemocratiche finanziò il Premio Elisabeth Siegel in occasione del 100° anniversario della sua nascita.

## Biografia

### Infanzia e giovinezza
Elisabeth Siegel crebbe a Kassel con tre fratelli, tra cui il successivo burattinaio Harro Siegel e il collezionista d'arte Hans Wilhelm Siegel; il terzo fratello Rolf fu ucciso nel 1944.  Il padre era originario di Düsseldorf, mentre la madre proveniva dalla Frisonia orientale e crebbe in una casa mennonita. Elisabeth Siegel disse di sua madre:
e della sua educazione e di quella dei suoi fratelli: 
Ancor prima di diplomarsi nel 1920, durante la Prima guerra mondiale, aveva svolto il "servizio di soccorso bellico" ai lavori forzati in una fabbrica di munizioni vicino a Kassel, da maggio a novembre 1918. In quell'occasione aveva appreso, come disse da centenaria:
Dal 1921 al 1923, fece un tirocinio in un istituto per bambini a Meura (in Turingia).

### Studi
Dal 1923 al 1925 studiò all'Istituto di Pedagogia Sociale di Amburgo, specializzandosi in assistenza ai giovani. Allo stesso tempo, fu studentessa ospite dell'università locale. Nel 1925 conobbe l'educatore, economista e politico culturale Adolf Reichwein, giustiziato nel 1944 come membro del Circolo di Kreisau. Nel 1925 e nel 1926 si occupò di assistenza ai giovani presso l'ufficio preposto di Amburgo. Dal 1926 al 1930 studia educazione con Herman Nohl, psicologia con Erich Weniger, sociologia ed economia a Gottinga. Durante un semestre come studente ospite all'Università di Heidelberg nel 1927, seguì le lezioni di Karl Jaspers, Alfred Web e Arnold Bergstraesser. Nel 1930 conseguì il dottorato con Herman Nohl con una dissertazione intitolata Das Wesen der Revolutionspädagogik. Eine historisch-systematische Untersuchung an der französischen Revolution (L'essenza della pedagogia rivoluzionaria. Uno studio storico-sistematico della Rivoluzione francese).

### Insegnamento fino al 1933
Dopo aver conseguito il dottorato, insegnò nelle scuole di educazione sociale femminile di Breslavia fino al 1931 e all'Accademia pedagogica di Stettino fino al 1932. Nel 1932 fu trasferita all'Accademia pedagogica di Elbing, dove insegnò fino al suo licenziamento, avvenuto il 1° aprile 1933.

### Dal 1933 al 1945
Fino al settembre 1933 lavorò in un istituto per bambini a Meura, in Turingia. Fino al gennaio 1934, lavorò prima come "cameriera" in un campo di soccorso per coloni a Varchmin (distretto di Köslin/Pomerania) e poi gestì un campo a Grünwalde (distretto di Rummelsberg/Pomerania). Dal 1934 al 1938 fu docente presso la scuola tecnica statale per le professioni femminili di Brema, dove istituì il programma di formazione "Volkspflege" (assistenza pubblica). Dopo aver espresso chiaramente il suo rifiuto del nazionalsocialismo, fu licenziata in seguito a una denuncia. Trovò un nuovo lavoro a Magdeburgo come direttrice della Viktoria, una scuola secondaria femminile. Aprì un seminario affiliato per leader giovanili e una scuola specializzata per "Volkspflegerinnen" (lett. Infermieri del polo), come venivano chiamate all'epoca le maestre d'asilo.

### Dal 1945 al 1969
Dopo la fine della guerra, nel novembre 1945, diventò assistente e consulente per gli esami postbellici per le infermiere presso il Ministero della Cultura della Bassa Sassonia ad Hannover, sotto la guida di Adolf Grimme e Otto Haase. Nel 1946 si trasferì all'Università dell'Educazione di Lüneburg, dove fu responsabile dei tirocini socio-educativi nell'ambito del programma di formazione degli insegnanti. Nel 1947 fu nominata ordinario. Nel 1951 fu nominata professore all'Università di Scienze Applicate Adolf Reichwein di Celle (Bassa Sassonia). Quando l'Università di Scienze Applicate Adolf Reichwein si trasferì da Celle a Osnabrück nel 1953, anche Elizabeth Siegel si trasferì a Osnabrück, dove insegnò educazione e pedagogia sociale come docentepresso l'istituto di formazione per insegnanti e successivamente all'università fino al 1969.

### Dopo il pensionamento
Solo dopo il pensionamento, all'età di 68 anni, si iscrisse alla SPD, anche se, secondo le sue stesse parole, era già stata "inoculata politicamente" quando era studentessa liceale nel 1918 durante i lavori forzati nella fabbrica di munizioni vicino a Kassel. Si impegnò nel movimento per la pace e anche in età avanzata prese la parola in eventi politici e culturali. Sebbene si fosse trasferita in una casa di riposo a Osnabrück nel 1995, partecipò agli eventi senza essere accompagnata da un autobus fino all'età di 100 anni. Della sua città d'adozione, Osnabrück, disse: 
Festeggiò il suo 101° compleanno in buona salute e vigore mentale. Nonostante l'età avanzata, morì inaspettatamente il 9 marzo 2002. Il sindaco di Osnabrück Hans-Jürgen Fip le rese omaggio in un necrologio, descrivendola come "un'appassionata sostenitrice dell'educazione sociale e combattente per il principio della solidarietà e della partecipazione paritaria di tutti in una società democraticamente costituita".

## Onorificenze
- 1980: l'Ordine al Merito della Bassa Sassonia per i suoi servizi alla formazione degli insegnanti;
- 1984: Medaglia Justus Möser.

Il certificato di fondazione del Premio Elisabeth Siegel le fu consegnato il 7 febbraio 2001, in occasione del suo centesimo compleanno, davanti a 200 invitati, tra cui il sindaco di Brema Henning Scherf, nella storica Friedenssaal del Municipio di Osnabrück. Il premio viene assegnato alle donne che hanno dato un contributo particolare alla cultura democratica della città di Osnabrück. La città di Osnabrück ha ribattezzato la scuola di Kalkhügel come scuola Elisabeth Siegel. Elisabeth Siegel fu membro onorario della Società tedesca per le scienze dell'educazione

## Scritti
- Das Wesen der Revolutionspädagogik. Eine historisch-systematische Untersuchung an der französischen Revolution. Göttinger Studien zur Pädagogik. Verlag Julius Beltz, Langensalza 1930.[4]
- Dafür und dagegen – ein Leben für die Sozialpädagogik. Radius-Verlag, Stuttgart 1981, ISBN 3-87173-597-3 (Lebenserinnerungen Elisabeth Siegels).